# Napolioni Nalaga
 Napolioni Vonowale Nalaga  (Viti Levu, 7 de abril de 1986) es un jugador fiyiano de rugby que se desempeña como wing. Actualmente es un jugador titular de los Flying Fijians. Su padre, Kavekini Nalaga también jugó rugby, fue internacional con Fiyi en los años 80 y participó en el mundial de Nueva Zelanda 1987.

## Carrera
Nalaga fue descubierto en 2006 en la copa del mundo sub-21 donde jugó ese torneo en el puesto de centro rápidamente fue fichado por ASM Clermont Auvergne quien lo coloca en el puesto de ala en sus categorías inferiores. En mayo de 2007 juega su primer partido en top 14 contra Brive pero sufre una lesión de rodilla que le priva de poder acabar la temporada.
La temporada 2007-2008 Nalaga comienza en el banquillo pero llega su oportunidad cuando sus compañeros Julien Malzieu y Aurelien Rougeriese son llamados por el XV del gallo para participar en el Torneo de las Seis Naciones 2008. En este periodo Nalaga muestra su potencial haciendo 6 ensayos en sus 4 primeros partidos, lo cual le lleva a proclamar máximo anotador de ensayos de la temporada haciendo un total de 16 en 14 partidos. Además sus anotaciones sirvieron para que Clermont llegase a la final del top 14 ante Stade Toulousain donde cayó por 26-20
La temporada siguiente, iguala el récord Caucaunibuca anotando 4 ensayos en un partido, y llega a ser capaz de anotar en la mayoría de partidos donde participa, haciendo un total de 20 ensayos y llevar a Clermont a disputar por tercer año consecutivo y segundo para Nalaga, la final del Top 14 esta vez contra USAP en la que de nuevo perdieron, esta vez por 22-13, todo esto le vale para ser nombrado mejor jugador de la temporada 2008/2009 y ser otra por segundo año consecutivo máximo anotador de ensayos en el top 14.
En la temporada siguiente Clermont consigue llegar a la final del top 14 por cuarto año consecutivo y otra vez contra Perpignan, donde se tomaron la revancha proclamándose campeones ganando 19-6.
En de marzo de 2011, Nalaga decide regresar a su tierra natal para jugar con Nadroga hasta final de temporada. En la temporada 2011/2012 Nalaga decide probar nuevos retos y decide jugar en el Super 15 con el equipo australiano Western Force .En abril de esa misma temporada "Napoleón" decide volver a Francia, comprometiéndose con Clermont por 5 temporadas.
En 2012-2013 Nalaga colabora para que Clermont llegue a la final de la Heineken Cup que terminaría perdiendo por 16-15 ante Toulon en el Aviva Stadium de Dublín, y en el campeonato doméstico recibe su tercer galardón de máximo anotador de ensayos de la temporada.
En 2015 Nalaga acaba contrato con Clermont y decide fichar por Lyon a pesar de que este haya perdido la categoría.
En el 2019, ficha por la franquicia paraguaya Olimpia Lions, que jugara la Super Liga Americana de Rugby https://espndeportes.espn.com/rugby/nota/_/id/6503942/olimpia-lions-confirmo-a-napolioni-nalaga

## Selección nacional
Nalaga ha sido un habitual de las selecciones sub-18, sub-19 y sub-21 con Fiyi pero hace su debut internacional en categorías sénior el 15 de noviembre de 2008 con la selección de las islas del Pacífico , sin haber jugado ningún encuentro con Fiyi. En ese mismo partido, es amonestado con una tarjeta roja a los 20 minutos de juego.
En 2011 forma parte de la selección de Fiyi para jugar el mundial de rugby 2011 donde Fiyi cayó en la primera fase.

### Participaciones en Copas del Mundo
Nalaga participó del Mundial de Nueva Zelanda 2011 donde los Flying Fijians fueron eliminados en fase de grupos.
| Mundial                       | Sede          | Resultado    | PJ | Tries |
| ----------------------------- | ------------- | ------------ | -- | ----- |
| Copa Mundial de Rugby de 2011 | Nueva Zelanda | Primera fase | 4  | 1     |

## Palmarés
- Campeón del Top 14 de 2009-10.

### Distinciones individuales
- Mejor jugador del Top 14 en 2009.
- Máximo anotador de tries del Top 14 en 2008, 2009 y 2013.
- Convocado a la selección de las Islas del Pacífico para jugar en la gira por Europa 2008.